# Bronica (obwód lwowski)
Bronica (ukr. Брониця, Bronycia) – wieś na Ukrainie w rejonie drohobyckim należącym do obwodu lwowskiego.